# 荷蘭21歲以下國家足球隊
荷蘭21歲以下國家足球隊（Niederländische U-21-Fußballnationalmannschaft）是荷蘭的21歲以下國家足球代表隊。由皇家荷蘭足球協會組織。參加每兩年舉辦一次的歐洲U-21足球錦標賽。
歐足聯在1976年對其的青年賽事進行了調整，荷蘭U21代表隊也在這時成立。在2006年，荷蘭U21代表隊贏得了該年度的歐洲U-21足球錦標賽冠軍。并在次年實現了衛冕。荷蘭因此獲得了參加2008年的北京奧運的資格。不過荷蘭未能獲得2009年歐洲U-21足球錦標賽的參賽資格，他們在外圍賽排在瑞士之後被淘汰出局。

## 歐青盃歷屆成績
| 年度   | 主辦國              | 冠軍     | 成績             |
| ------ | ------------------- | -------- | ---------------- |
| 1978年 | 主客制              | 南斯拉夫 | 沒有參賽         |
| 1980年 | 主客制              | 蘇聯     | 外圍賽出局       |
| 1982年 | 主客制              | 英格蘭   | 外圍賽出局       |
| 1984年 | 主客制              | 英格蘭   | 外圍賽出局       |
| 1986年 | 主客制              | 西班牙   | 外圍賽出局       |
| 1988年 | 主客制              | 法國     | 準決賽出局（1）  |
| 1990年 | 主客制              | 蘇聯     | 外圍賽出局       |
| 1992年 | 主客制              | 義大利   | 八強出局（2）    |
| 1994年 | 法國                | 義大利   | 外圍賽出局       |
| 1996年 | 西班牙              | 義大利   | 外圍賽出局       |
| 1998年 | 羅馬尼亞            | 西班牙   | 殿軍（3）        |
| 2000年 | 斯洛伐克            | 義大利   | 分組賽出局（4）  |
| 2002年 | 瑞士                | 捷克     | 外圍賽附加賽出局 |
| 2004年 | 德国                | 義大利   | 外圍賽出局       |
| 2006年 | 葡萄牙              | 荷蘭     | 冠軍 （5）       |
| 2007年 | 荷蘭                | 荷蘭     | 冠軍 （6）       |
| 2009年 | 瑞典                | 德國     | 外圍賽出局       |
| 2011年 | 丹麦                | 西班牙   | 外圍賽出局       |
| 2013年 | 以色列              | 西班牙   | 四強出局 （7）   |
| 2015年 | 捷克                | 瑞典     | 外圍賽出局       |
| 2017年 | 波蘭                | 德國     | 外圍賽出局       |
| 2019年 | 義大利 · 圣马力诺   | 西班牙   | 外圍賽出局       |
| 2021年 | 匈牙利 · 斯洛維尼亞 | 德國     | 四強出局 （8）   |
| 2023年 | 羅馬尼亞 ·          | 英格蘭   | 分組賽出局 （9） |
| 2025年 | 斯洛伐克            | 英格蘭   | 四強出局 （10）  |

## 外部連結
- 歐足協：U21國家隊網站 （页面存档备份，存于）
- RSSSF：歐青賽全紀錄 （页面存档备份，存于）